# Motril
Motril – miasto w Hiszpanii, we wspólnocie autonomicznej Andaluzja, w prowincji Grenada, nad Morzem Śródziemnym. W 2018 liczyło  60 592 mieszkańców.

## Miasta partnerskie
- Albardón, Argentyna
- Marple, Wielka Brytania
- Melilla, Hiszpania
- Smolan, Bułgaria